# TSG 1899 호펜하임
툰- 운트 슈포르트게마인샤프트 1899 호펜하임 e. V.(독일어: Turn- und Sportgemeinschaft 1899 Hoffenheim e. V.)는 바덴뷔르템베르크주 진스하임 인근의 호펜하임을 연고로 하는 독일의 축구 클럽이다. 2007년을 기점으로, 짧은 명칭인 1899 호펜하임 (1899 Hoffenheim) 을 전통 명칭인 TSG 호펜하임 (TSG Hoffenheim) 을 대신하여 공식 명칭으로 쓰기 시작하였다. 2000년까지만 하여도 5부 리그에 속해 있던 호펜하임은 2008년에 SAP 창립자이자 소프트웨어 재벌인 디트마어 호프의 재정 지원에 힘입어 독일 1부 리그인 분데스리가에 입성하였다.

## 역사

### 초창기에서 2006년까지
현재 형태의 클럽은 1945년에 체육 클럽인 툰페어라인 호펜하임 (Turnverein Hoffenheim, 1899년 7월 1일 창단) 이 축구 클럽인 푸스발페어라인 호펜하임 (Fußballverein Hoffenheim, 1921년 창단) 이 통합되면서 형성되었다. 1990년대초, 이 클럽은 독일 8부리그중 하나이자 지역 아마추어 리그인 바덴뷔르템베르크 A-리가 (Baden-Württemberg A-Liga) 에 속해있었다. 호펜하임의 성적은 향상되기 시작하였고, 1996년에는 5부리그인 북바덴 페어반트슬리가 (Verbandsliga Nordbaden) 에 속하게 되었다.
2000년 전후로, 전 선수이자 소프트웨어 재벌인 디트마어 호프는 그의 젊은 시절을 보낸 호펜하임에 재정지원으로 왔다.(디트마어 호프는 소프트웨어 기업인 SAP SE의 공동 창업자이기도 하다.) 그의 재정 지원하에 호펜하임은 즉각적인 성과를 이룩하였다. 2000년, 호펜하임은 페어반트슬리가를 1위로 마감하여 4부리그인 바덴뷔르템베르크 오베르리가 (Oberliga Baden-Württemberg) 로 승격되었다. 2001년에는 4부리그에서도 1위로 마감하여 남부 레기오날리가 (3부리그) 로 2001-02 시즌에 승격을 이룩하였다. 호펜하임은 레기오날리가 첫 시즌을 13위로 마쳤으나, 그 다음해에는 크게 성적이 향상되어 시즌을 5위로 마감하였다.
이어지는 두 시즌간 호펜하임은 5위와 7위로 마감하였고, 2005-06 시즌의 리그를 당시 최고성적인 4위로 마쳤다. 2003-04 시즌, 호펜하임은 DFB-포칼에서도 선전하였고, 2 분데스리가의 SV 아인트라흐트 트리어 05와 카를스루에 SC, 1 분데스리가의 바이어 04 레버쿠젠을 꺾고 8강까지 올라갔다. 호펜하임은 같은해 2 분데스리가의 VfB 뤼베크 앞에서 멈추었다.
2005년, TSG 호펜하임, FC 아스토리아 발도어프, SV 잔트하우젠을 통합하여 FC 하이델베르크 06를 창단하려는 협상을 하였으나, 후자의 두 클럽의 저항과 새 연고지를 하이델베르크나 에펠하임으로 정하는 협상에 실패함에 따라 협상에 실패하였다. 호프 구단주는 지역 부지를 사들이고 시설들을 완비한 하이델베르크를 새 연고지로 하고 싶었으나, 지역 팬들의 거센 반발에 저항할 수는 없었다..

### 분데스리가 진입 (2006-2008)
2006년, 호펜하임은 보다 더 우수한 스쿼드와 코칭스태프를 확보하기 위해 여러해동안 분데스리가 활약 경험이 있는 요헨 자이츠, 토미슬라브 마리치, 그리고 전 SSV 울름, VfB 슈투트가르트, 하노버 96, FC 샬케 04의 감독을 맡았던 랄프 랑니크와 5년 계약을 체결하였다. 이 투자는 2006-07 시즌에 남부 레기오날리가를 2위로 마감하여 2 분데스리가에 승격하며 즉각 효과를 보았다.
2007-08 시즌은 호펜하임의 프로축구계 첫 시즌이었다. 처음 네번의 리그 경기에서 1무 3패를 거둔뒤, 호펜하임의 기량은 빠르게 회복하였고, 23라운드 종료후 순위는 4라운드에 16위에 랭크된 뒤 2위로 수직상승하였다. 그 후, 호펜하임은 2위를 시즌 종료때까지 지켰고, 마지막 34라운드가 종료된 후, 호펜하임은 승점 60점을 확보하였다. 호펜하임은 2 분데스리가 2위로 마감하여 2 분데스리가에서의 단 한시즌만에 1 분데스리가로 직행하였다.

### 분데스리가 (2008-현재)

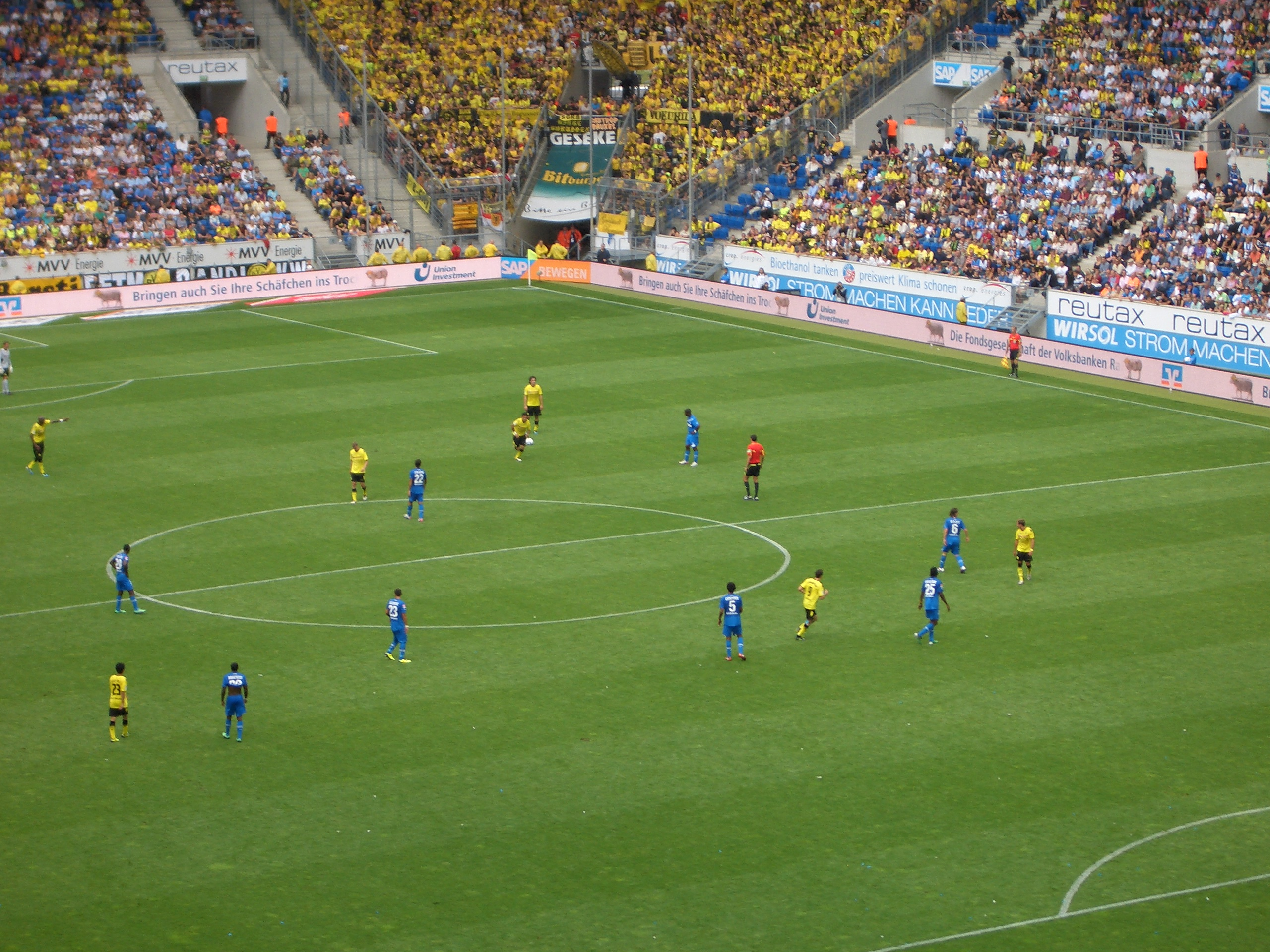
2011-12 시즌, 보루시아 도르트문트와의 리그 2라운드 경기. 호펜하임은 이날 살리호비치의 결승골로 1-0 승리를 거두었다.

2008-09 시즌, 호펜하임은 처음으로 1 분데스리가에 승격되었다. 팀의 공격 삼각편대인 베다드 이비셰비치, 뎀바 바, 치네두 오바시의 활약으로, 호펜하임은 리그 선두를 달렸고, 17라운드가 종료된 뒤 승점 35점으로 전반기 챔피언 (Herbstmeister, 혹은 가을 챔피언) 이 되었다. 이비셰비치는 시즌 전반기의 17경기에서 18골이라는 가공할 만한 득점력을 보였다. 호펜하임의 빠르고 공격적인 플레이스타일을 바탕으로 17경기에서 42골을 뿜어냈으며, 독일과 국제 언론의 찬사를 받는 것은 물론, 전문가들 중에는 호펜하임이 승격 원년에 분데스리가 우승도 거둘 수 있다는 전망을 내놓기도 하였다.
그러나 호펜하임은 겨울 휴식기에 함부르크 SV와의 연습경기에서 이비셰비치가 치명적인 무릎부상을 당함으로써 참사를 당하는 계기가 되었다. 이비셰비치는 심각한 부상으로 2008-09 시즌의 후반기 내내 출장을 하지 못하였다. 이로써 주 공격원을 잃은 호펜하임은, 이비셰비치의 부재 이외에도 다른 선수들의 부상과 출장정지 징계에도 대응하여야 했다. 그 결과, 호펜하임은 스쿼드가 얇아졌고, 후반기에는 전반기처럼 성공적으로 보내지 못하였다. 12경기에서 1승도 올리지 못한 호펜하임은 선두권에서 떨어져 9위가 되었다. 시즌 종료가 다가오자, 호펜하임은 31라운드부터 34라운드까지 막판 네경기에서 3승 1무를 거두며 부진의 수렁에서 빠져나왔다. 호펜하임은 분데스리가 첫 시즌을 승점 55점 골득실 +14로 7위에 랭크되며 마무리하였다. 이는 승격팀이 분데스리가 원년에 거둔 성적으로는 호성적이었다.
2009-10 시즌, 호펜하임은 미드필더 마이쿠수엘과 프랑코 수쿨리니, 수비수 요시프 시무니치를 영입하여 변화를 꾀하였다. 호프 구단주는 상위 5팀에 들며 시즌 종료 후 UEFA 유로파리그에 들 것이라고 예상하였다. 결국, 호펜하임은 시즌 초반에 호성적을 거두며, 몇 주 동안 상위 5팀 자리에 들었다. 그러나, 호펜하임은 후반기에 들어서 또다시 부상병동이 되며 후반기 17경기 중에 4승만을 챙겼다. 이 시즌 호펜하임은 리그를 승점 42점에 골득실 +2, 11위로 종료하였다. 랄프 랑니크 감독은 성적 부진에 대한 공개적인 비난을 받았으나, 5월에 2년 연장계약을 체결하였다.
2011년 1월 1일, 호펜하임은 루이스 구스타부를 타이틀 경쟁자 FC 바이에른 뮌헨에 €17M의 가격으로 매각하였다. 이 이적이 확정된 뒤, 호펜하임의 랄프 랑니크 감독은 사임하였고, 그 자리는 그의 수석코치였던 마르코 페차이우올리가 차지하였다. 랑니크는 호펜하임이 상위 5위권에 접근한데다 DFB-포칼 8강에 올랐었기 때문에 루이스 구스타부의 이적을 거부하고 있었다.

## 선수

### 현재 선수 명단
2024년 8월 30일 기준
참고: FIFA 자격 규정에 따라 소속된 국가대표팀 국기를 표시합니다. 선수는 복수의 FIFA 비회원국 국적을 가지고 있을 수 있습니다.
| 번호 | 포지션 | 국적     | 이름                              |
| ---- | ------ | -------- | --------------------------------- |
| 1    | GK     |          | 올리버 바우만 (주장)              |
| 2    | DF     | 체코     | 로빈 흐라나치                     |
| 3    | DF     | 체코     | 파벨 카데르자베크                 |
| 4    | DF     |          | 팀 드렉슬러                       |
| 5    | DF     | 튀르키예 | 오잔 카바크                       |
| 6    | MF     |          | 그리샤 프뢰멜                     |
| 7    | MF     |          | 톰 비쇼프                         |
| 8    | MF     |          | 데니스 가이거                     |
| 9    | FW     | 토고     | 이흘라스 베부                     |
| 10   | FW     |          | 머르김 베리샤                     |
| 11   | MF     |          | 플로리안 그릴리치                 |
| 15   | DF     |          | 발렌탱 장드레                     |
| 16   | MF     |          | 안톤 슈타흐                       |
| 17   | MF     |          | 우무트 토훔주                     |
| 18   | MF     | 말리     | 디아디 사마세쿠                   |
| 19   | DF     | 체코     | 다비트 유라세크 (벤피카에서 임대) |

| 번호 | 포지션 | 국적                  | 이름                |
| ---- | ------ | --------------------- | ------------------- |
| 20   | MF     |                       | 핀 올레 베커        |
| 21   | FW     |                       | 마리우스 뷜터       |
| 22   | MF     |                       | 알렉산더 프라스     |
| 23   | FW     | 체코                  | 아담 흘로제크       |
| 24   | MF     |                       | 마르코 욘           |
| 25   | DF     | 나이지리아            | 케빈 아크포구마     |
| 26   | FW     | 보스니아 헤르체고비나 | 하리스 타바코비치   |
| 27   | FW     | 크로아티아            | 안드레이 크라마리치 |
| 29   | FW     |                       | 야코브 브룬 라르센  |
| 32   | DF     |                       | 멜라이로 보가르더   |
| 34   | DF     |                       | 스탠리 은소키       |
| 35   | DF     |                       | 아르투르 샤베스     |
| 36   | GK     | 아이슬란드            | 루카스 페테르손     |
| 37   | GK     |                       | 루카 필리프         |
| 41   | DF     |                       | 설러이 어틸러       |

### 임대 선수 명단
참고: FIFA 자격 규정에 따라 소속된 국가대표팀 국기를 표시합니다. 선수는 복수의 FIFA 비회원국 국적을 가지고 있을 수 있습니다.
| 번호 | 포지션 | 국적 | 이름                                       |
| ---- | ------ | ---- | ------------------------------------------ |
| —    | GK     |      | 나후엘 놀 (그로이터 퓌르트로 임대)         |
| —    | DF     |      | 요주아 콰르시 (포르투나 뒤셀도르프로 임대) |
| —    | MF     |      | 무함메드 다마르 (SV 엘페르스베르크로 임대) |

| 번호 | 포지션 | 국적     | 이름                                       |
| ---- | ------ | -------- | ------------------------------------------ |
| —    | FW     | 코소보   | 피스닉 아슬라니 (SV 엘페르스베르크로 임대) |
| —    | FW     |          | 밤바세 콘테 (카를스루어 SC로 임대)         |
| —    | FW     | 튀르키예 | 에렌잔 야르듬즈 (슈투름 그라츠로 임대)     |

## 역대 감독
| 감독              | 임기        |
| ----------------- | ----------- |
| 랄프 랑니크       | 2006 ~ 2011 |
| 마르코 페차이올리 | 2011        |
| 휘프 스테번스     | 2015 ~ 2016 |